# 10217 Richardcook
10217 Richardcook è un asteroide della fascia principale. Scoperto nel 1997, presenta un'orbita caratterizzata da un semiasse maggiore pari a 2,6166576 UA e da un'eccentricità di 0,2583162, inclinata di 13,20718° rispetto all'eclittica.
L'asteroide è dedicato a Richard Cook, responsabile della missione Mars Pathfinder.